# Chrysopa serrana
Chrysopa serrana is een insect uit de familie van de gaasvliegen (Chrysopidae), die tot de orde netvleugeligen (Neuroptera) behoort. 
Chrysopa serrana is voor het eerst wetenschappelijk beschreven door Navás in 1927.